# Volkswagen Group
Volkswagen Group (moderselskab Volkswagen Aktiengesellschaft) er en tysk multinational motorkøretøjsfabrikant med hovedsæde i Wolfsburg i Tyskland. Koncernen designer, udvikler, fabrikerer og distribuerer bl.a. personbiler, erhvervskøretøjer, busser, motorcykler og tilbyder relaterede services som finansiering, leasing og vedligehold. Koncernen er sammen med Toyota Motor og Hyundai Motor Group blandt verdens tre største fabrikanter af motoriserede køretøjer og har gennem to årtier været Europas største.
Selskabet var, generelt set, målt på omsætning verdens 10. største virksomhed i 2023.
I 2018 var VW Group største producent af personbiler i verden. I 2019 producerede VW Group samlet set 10.823.000 personbiler og var fortsat den største bilproducent i verden, I 2020 overhalede Toyota igen VW som verdens største producent målt på antal solgte køretøjer. I 2021 var VW Group næststørste bilproducent efter Toyota.

## Moderselskabet
Moderselskabet i Volkswagen-konglomeratet er Volkswagen Aktiengesellschaft, der er noteret på Deutsche Börse. Bestemmende aktionær i Volkswagen AG har siden efterkrigstiden været den tyske delstat Niedersachsen, og der har derfor været tætte bånd mellem Volkswagen-koncernen og tyske politikere fra Niedersachsen.
Koncernen er delt i to primære divisioner Automotive Division og Financial Services Division og består af ca. 340 datterselskaber. Virksomheden driver forretning i ca. 150 lande og driver mere end 120 produktionsfaciliteter i 24 lande. Volkswagen Group har et joint venture med SAIC Motor under Shanghai Volkswagen.
Volkswagen Group består udover Volkswagen af 12 mærker indenfor motorkøretøjsbranchen. Det er blandt andet Audi, Porsche, SEAT, Škoda Auto, Bentley, Bugatti, Lamborghini, MAN, Scania, Volkswagen Erhvervsbiler og gennem et delvist ejerskab af Suzuki Motor Corporation (19,9 %) Suzuki-mærket og Maruti Suzuki-mærket. Mest solgte mærke i VW Group er Volkswagen.
Volkswagen Group fremstiller også motorcykler under Ducati-mærket. Udover køretøjer (herunder store lastbiler og busser) fremstilles også gearkasser, kompressorsystemer, turboladere, bådmotorer, skibsmotorer, industrimotorer, generatoranlæg og gas- og dampturbiner m.m.
Volkswagen Werke i Wolfsburg er per 2020 verdens største fabriksområde opgjort efter antal kvadratmeter under tag.

## Historie
Folkevognsfabrikkerne blev grundlagt i 1930'erne af Hitler under navnet KdF-wagen, som var en del af hans program for Kraft durch Freude. Det var meningen, at forbrugerne op gennem 30'erne skulle spare op til deres egen folkevogn. Bilen blev udviklet af professor Ferdinand Porsche og blev præsenteret i 1936. Produktionen kunne dog ikke gå i gang, før en helt ny by blev grundlagt: Wolfsburg i Niedersachsen, hvor Volkswagenwerke blev grundlagt i 1938. Det nåede de ikke før 2. verdenskrig brød ud, hvorfor der aldrig blev leveret nogen KdF-vogne til almenheden. Til gengæld byggede man til krigsbrug den såkaldte 'Kübel-Wagen' på den samme bund/chassis. Fabrikkerne blev under krigen udsat for voldsomme bombardementer. Byen fik navn efter et slot, der lå på stedet: Wolfsburg.
Efter krigen blev den britiske major Ivan Hirst sat til at få fabrikken i gang (Wolfsburg lå i den britiske zone af Tyskland). Efter at have benyttet faciliteterne til reparation af britiske kampvogne og andre køretøjer, optog man produktionen af den førkrigsmodel, som prof. Porsche havde udviklet. Man regnede med, at det hurtigt ville få en ende, og at en ny model måtte udvikles. Det viste sig dog ikke at holde stik. VW type 1 endte med at overtage Ford T's trone som den mest producerede bilmodel nogensinde (dog siden overgået af Toyota Corolla). Den populære model udgik af produktionen i Tyskland i slutningen af 1970'erne, men blev produceret i Mexico frem til slutningen af 1990'erne.
Denne totale afhængighed af en enkelt bilmodel var ved at koste Volkswagen livet i slutningen af 1960'erne. Man havde bygget en varevogn, VW Transporter (også kaldet Rugbrødet) på hækmotor/pendulakselgrundlaget og fremstillede også enkelte andre modeller (model 411 og 412), men de blev kommercielle fiaskoer.
Først med introduktionen af Volkswagen Passat og Volkswagen Golf i 1973 fik VW-koncernen modeller, der kunne føre virksomheden videre. Volkswagen havde på den tid opkøbt forskellige små tyske bilmærker, og disse fusioner samlede bl.a. NSU og Audi i VW-koncernen, der herefter blev kaldt VAG-koncernen (VAG: Volkswagen Aktiengesellschaft). Siden har Volkswagen AG opkøbt det tjekkiske bilmærke Škoda, det spanske SEAT, det britiske Bentley, det italienske Lamborghini, det franske Bugatti og det svenske Scania m.fl.

## Udvikling i globale salgstal
2006: 5,66 mio.
2007: 6,21 mio.
2008: 6,35 mio.
2009: 6,06 mio.
2010: 7,36 mio.
2011: 8,49 mio.
2012: 9,26 mio.
2013: 9,76 mio.
2014: 10,21 mio.
2015: 10,02 mio.
2016: 10,41 mio.
2017: 10,88 mio.
2018: 11,02 mio.
2019: 10,82 mio.
2020: 8,88 mio.
2021: 8,28 mio. 
2022: 8,72 mio. 
2023: 9,31 mio. 
2024: 9,03 mio.